# Birmingham Mint

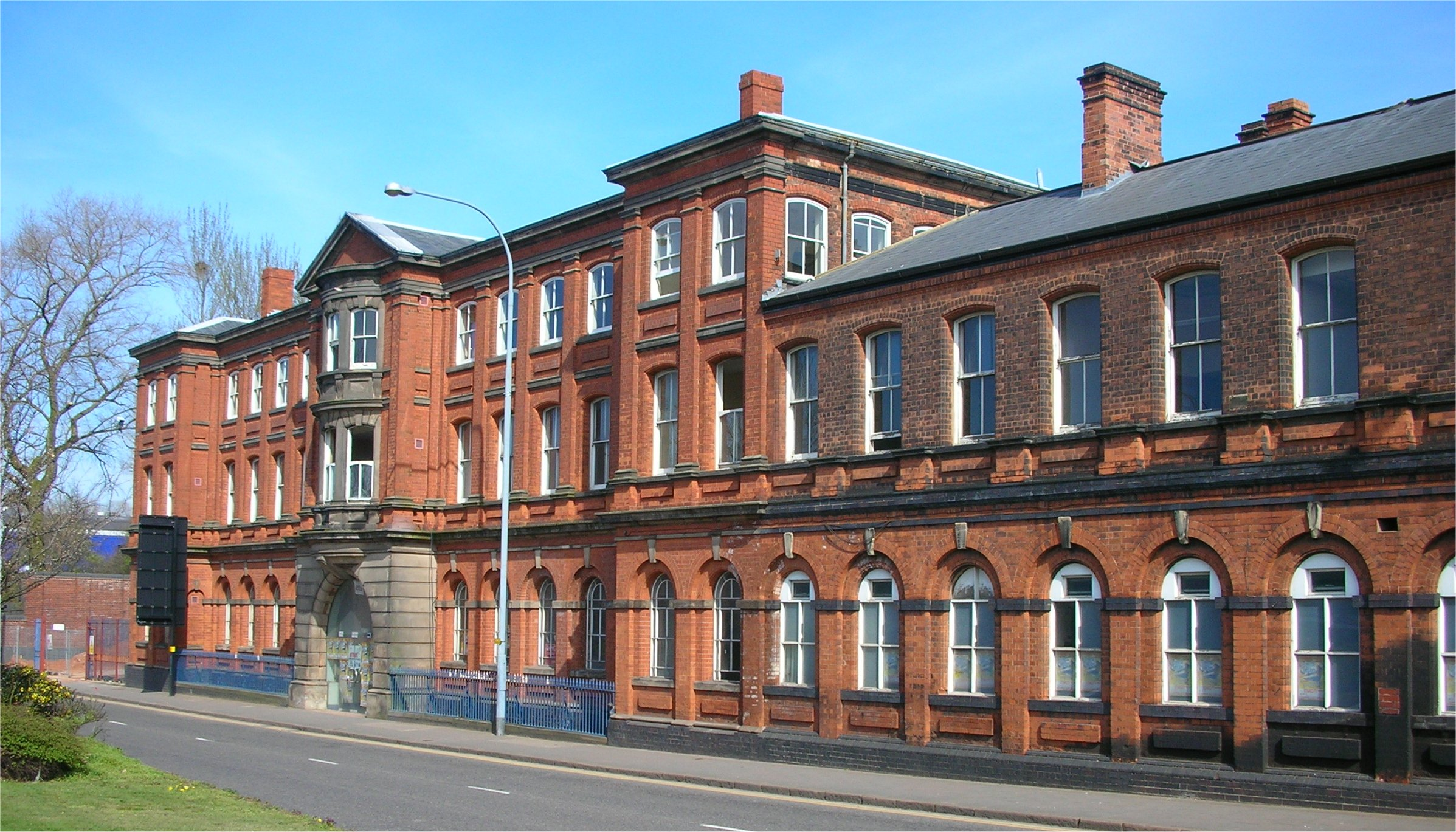
Fachada en la calle Icknield

El Birmingham Mint, una casa de acuñación de monedas, originalmente conocida como Heaton's Mint o Ralph Heaton & Sons, en Birmingham, Inglaterra, comenzó a producir tokens y monedas en 1850 como una empresa privada, separada de la Royal Mint, pero en cooperación con esta. Su fábrica estaba situada en la calle Icknield, al borde del barrio de la joyería. Fue creado por Ralph Heaton II, utilizando prensas de monedas de segunda mano compradas en la finca de Matthew Boulton . 

## Ralph Heaton II
Ralph Heaton II (1794 - octubre de 1862) era hijo de Ralph Heaton I, ingeniero, inventor y hombre de negocios en Slaney Street, y más tarde en Shadwell Street. Ralph Heaton II era un hundidor que operaba en Shadwell Street independientemente de su padre. El 2 de diciembre de 1817, Ralph I transmitió a su hijo terrenos y edificios en 71 Bath Street para permitirle desarrollar una compañía separada. Ralph II se dedicó a la fundición, estampación y perforación de latón. Candelabros de latón se hicieron para la iluminación de gas recién inventada y un quemador de "ala de murciélago" patentado. 

## Casa de moneda
El 1 de abril de 1850 se anunció la subasta de equipos del desaparecido Soho Mint, creado por Matthew Boulton alrededor de 1788. En la subasta del 29 de abril, Ralph Heaton II compró las cuatro prensas de tornillo a vapor y seis prensas planche para fabricar piezas en bruto de tiras de metal. Estos se instalaron en las obras de Bath Street, y en ese año se utilizaron tokens comerciales para su uso en Australia. En 1851 se acuñaron monedas para Chile utilizando la letra H como marca de ceca. El mismo año se hicieron planchets de cobre para que la Royal Mint se convirtiera en centavos, peniques, farthings, half-farthings y quarter-farthings. En 1852, la Casa de la Moneda ganó un contrato para producir una nueva serie de monedas para Francia. En esto, la Casa de la Moneda fue pionera en la acuñación de bronce. Ralph Heaton III (hijo de Ralph II) llevó a los trabajadores clave a Marsella para equipar y operar la casa de moneda francesa allí, quedándose para cumplir el contrato y produciendo 750 toneladas de monedas de bronce Napoleón III desde 1853 hasta 1857. 
En 1853, la Royal Mint se vio abrumada por la producción de monedas de plata y oro. El Birmingham Mint ganó su primer contrato para acuñar monedas para Gran Bretaña: 500 toneladas de cobre, acuñadas entre agosto de 1853 y agosto de 1855, con otro contrato a seguir en 1856. Estas monedas no tenían marcas de la casa de moneda para identificarlas como de Birmingham. Durante el pico de operación, las cuatro prensas de tornillo Boulton originales golpeaban alrededor de 110,000 monedas por día. 
A medida que aumentaron los pedidos en el extranjero, particularmente para la India, la Casa de Moneda agregó una nueva prensa de palanca y más equipos, llenando las instalaciones de Bath Street. En 1860, la empresa compró 1 acre (0,4 ha) de parcela en la calle Icknield (el sitio actual, ya ampliado) y construyó una fábrica de ladrillos rojos de tres pisos. Terminado en 1862, empleó a 300 personas. Era en este momento la casa de moneda privada más grande del mundo. En 1861 se firmó un contrato para las monedas de bronce para la recién unificada Italia, y la Casa de la Moneda envió espacios en blanco y equipos a Milán para que su personal los golpeara en monedas terminadas. 

## Ralph Heaton III
A la muerte de Ralph II en 1862, Ralph III (1827-10 de noviembre de 1891) se hizo cargo de la dirección de Ralph Heaton & Sons. Agregó once prensas de palanca, hechas en el sitio, retirando la última de las prensas de tornillo de Boulton en 1882. Además de la producción de monedas y piezas en blanco, la empresa fabricó piezas metálicas para municiones, accesorios de gas, medallas, adornos, accesorios de plomería, metal laminado y en bandas, tubos y alambres. 
En 1871, el primer pedido de monedas de plata fue para Canadá, y en 1874 se acuñó el primer pedido en oro, Burgersponds para la nueva República Sudafricana - 837 piezas. 
Tras la aprobación parlamentaria en 1881 para actualizar la Royal Mint, la empresa proporcionó diez prensas de palanca y una prensa de corte, privándose efectivamente de los contratos de acuñación de la Royal Mint durante algún tiempo. 
Poco antes de su muerte, Ralph III convirtió el negocio familiar en una compañía de responsabilidad limitada pública, pasando el control el 22 de marzo de 1889 a la nueva compañía llamada The Mint, Birmingham, Limited. El acuerdo pagó £ 110,000 a Heaton con £ 10,000 en cobre. Además, se pagarían 2.000 libras anuales de alquiler por la propiedad Mint, y su hijo, Ralph IV sería el gerente general, sus otros hijos Gerald y Walter tendrían puestos de alto nivel, y él, Ralph III, permanecería como director. Falleció dos años después.

## Ralph Heaton IV

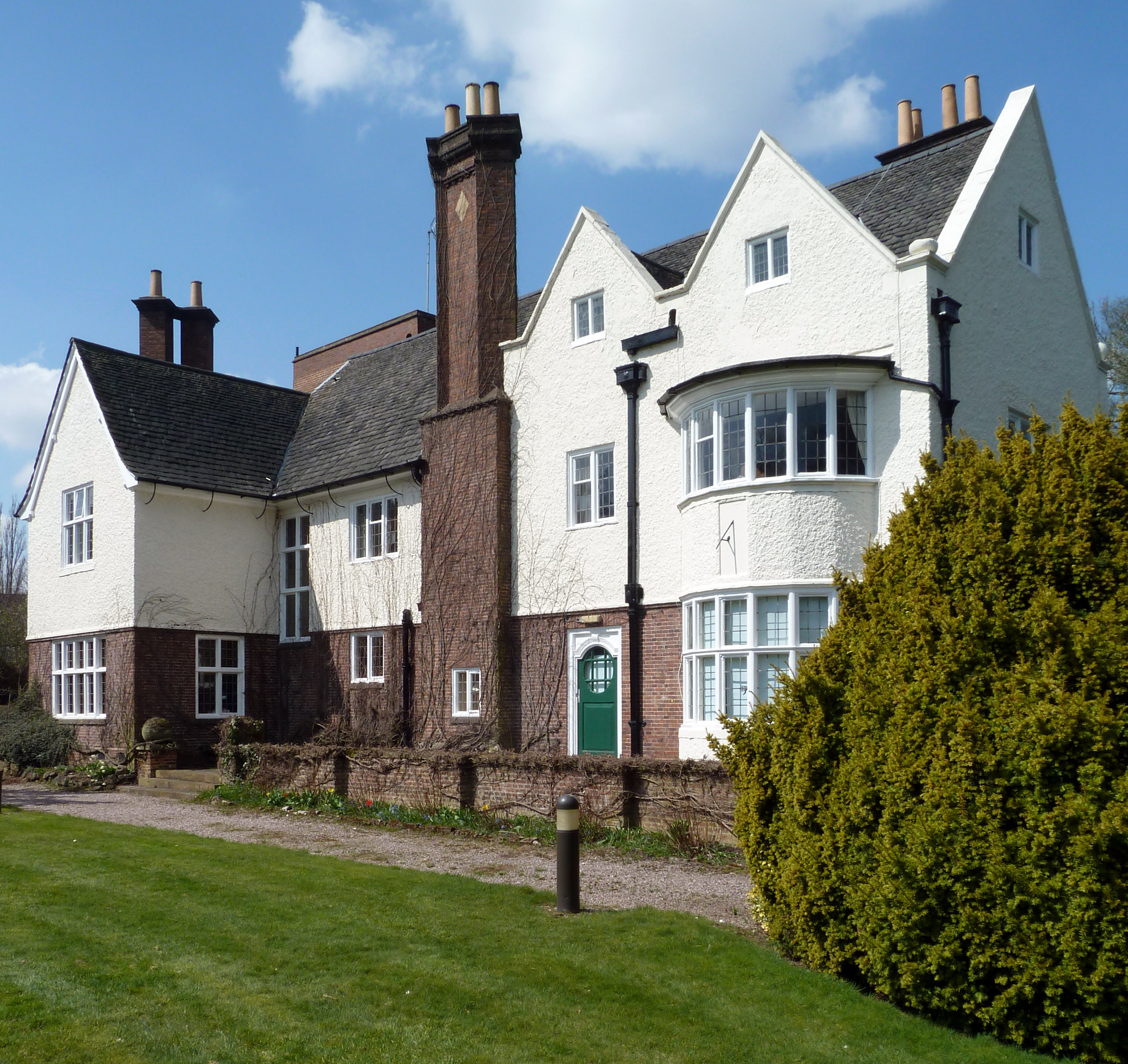
Garth House en Edgbaston, Birmingham. Una casa de Artes y Oficios de Grado II *, diseñada por William Bidlake para Ralph Heaton IV y construida en 1901

Casi de inmediato su junta directiva eligió a su hijo, Ralph IV, como director general. Entre 1896 y 1898, la Casa de la Moneda golpeó todas las monedas de cobre de Rusia (más de 110,000.000 de monedas por año). 
Uno de los empleados de la Casa de la Moneda antes de 1914 fue el medallista Emil Fuchs. Durante la Primera Guerra Mundial, la Casa de la Moneda produjo tubos de latón y cobre para municiones. 
Los pedidos de monedas coloniales, piezas en bruto y barras de metal fueron una fuente constante de negocios hasta, en 1912, un pedido de 16,8 millones de monedas de bronce para Gran Bretaña, y en 1918 y 1919, pedidos adicionales para 7.1 millones de peniques para el mercado interno. Las monedas de centavo británicas acuñadas por Heaton y fechadas en 1912 se pueden identificar con una letra mayúscula muy pequeña 'H' que aparece junto a la fecha: muchas de estas monedas fueron retiradas de la circulación por coleccionistas durante o antes de la década anterior a febrero de 1971. Sin embargo, también en 1912, la Casa de la Moneda vio su primera competencia ya que la Kings Norton Metal Company también fue contratada para suministrar piezas de bronce a la Royal Mint, y en 1914 golpeó monedas para las colonias. Tanto en 1918 como en 1919, la Kings Norton Metal Company golpeó un lote de monedas de bronce que también se pueden identificar por las letras mayúsculas 'KN' que aparecen a la izquierda de la fecha. Kings Norton se convirtió en parte de Imperial Chemical Industries (ICI) en 1926 y se reorganizó como parte de Imperial Metal Industries Limited (IMI) en 1962. 
Ralph IV se retiró en 1920. Su sucesor fue su cuñado, WE Bromet. El hijo de Heaton, Ralph V, se unió a la firma en 1922 en la parte comercial del negocio, llegando finalmente al cargo de secretario de la compañía.

## Depresión
En 1923, la posición casi monopólica de la Casa de la Moneda como proveedor de países extranjeros (no imperiales) se perdió cuando la Casa de la Moneda real recibió permiso para abastecer al mercado mundial, aunque la Casa de la Moneda continuó abasteciendo a la Casa de la Moneda Real. Durante la Depresión, las ganancias fueron mínimas y después de la revuelta de los accionistas, la Casa de la Moneda fue retirada de las manos de la familia Heaton en mayo de 1935. A partir de este momento, la producción de monedas se convirtió en una pequeña parte del negocio general de la producción de láminas y tubos de metales no ferrosos. Las monedas representaron del 10 al 20% del negocio desde 1940 hasta 1964. La Segunda Guerra Mundial volvió a exigir cantidades de láminas de latón y tubos de cobre para municiones y revestimientos de cilindros de aluminio y latón para motores de avión Rolls-Royce. El daño de la bomba y los efectos de la producción continua para la guerra dejaron la fábrica en ruinas. No pudo suministrar nueva maquinaria de acuñación a Royal Mint en 1948, pero proporcionó los dibujos necesarios. 

## María Theresa Thaler
En 1949, la Casa de la Moneda produjo una edición del Tálero María Theresa, un "dólar comercial" de plata ampliamente utilizado en el Medio Oriente y previamente acuñado por la Casa de la Moneda de Viena, o más tarde, la Casa de la Moneda de Roma. Otras acuñaciones fueron en 1953, 1954 y 1955. 

## 1950
Para 1953, las monedas representaban solo el 5% del negocio. Un producto importante fueron los tubos y accesorios de cobre para la industria de la construcción, suministrados bajo la marca comercial MBL. Se produjeron medallas, fichas de máquinas tragamonedas y fichas de juego. 

## 1960 en adelante
En 1965, un consorcio de Mint, Royal Mint e IMI logró un crecimiento en el mercado de exportación. La Casa de la Moneda se expandió a un sitio adyacente en 1967, pero inmediatamente se produjo una reducción en los pedidos de la Casa de la Moneda Real, aparte de un gran pedido de 1680 toneladas de piezas de bronce de medio penique y 466 toneladas de piezas de 10 peniques de cuproníquel, que se suministraron a la Royal Mint en 1968-1971 para la decimalización de la moneda. 
Las reorganizaciones comerciales vieron la venta del negocio de tubos de cobre en 1975 a una empresa llamada Econa Ltd., y una reinversión en nueva maquinaria de acuñación con técnicas de fundición continua. La modernización se interrumpió en 1977 cuando se descubrió un incendio subterráneo debajo de las nuevas líneas de fundición. El fuego tuvo que ser excavado a una profundidad de casi 30 pies en 1980, el negocio de prensas, que se había expandido rápidamente, se formó en una subsidiaria separada llamada Birmingham Mint Pressings Limited. Desde 1976 hasta 1981 se acuñaron monedas para más de 50 países y en 1979 se logró una producción récord de 13 millones de monedas por semana. 
Además de fabricar monedas, el Birmingham Mint también produjo medallas y fichas de prueba para máquinas expendedoras. También produjeron y nombraron medallas de Servicio Largo y Buena Conducta para el Servicio de Bomberos de West Midlands . 

## Decadencia
En años posteriores, la planta se volvió cada vez más ocupada con la introducción del euro dentro de la Unión Europea; la casa de moneda produjo varios millones de monedas de € 1 y € 2. Sin embargo, una caída en los acuerdos comerciales y contractuales entre ellos y Royal Mint resultó en la venta de la casa de moneda a fines de 2003. La Casa de la Moneda fue adquirida por JFT Law & Co Limited, que todavía produce y vende monedas y medallas conmemorativas desde un sitio web. Partes sustanciales de la planta y maquinaria fueron compradas posteriormente por una compañía india, Lord's Security Mint Limited . Pobjoy Mint compró las nuevas prensas de alta velocidad más nuevas herramientas. 
La mayor parte del complejo, excluyendo el bloque de la calle Icknield y la parte posterior, el muro de contención, fue quemado y posteriormente demolido en abril de 2007. La fachada está clasificada de grado II . 

## Reurbanización
Después de ser comprado por George Wimpey, se dio el consentimiento de planificación para un gran esquema residencial y comercial de uso mixto. Sin embargo, el proyecto se aplazó debido a la recesión en el clima económico más amplio, y luego se vendió en enero de 2007 a Junared Property Group. 
La construcción del esquema comenzó a principios de 2007 con la intención de completarse en la primavera de 2009. Desafortunadamente, Junared Property Group dejó de construir en diciembre de 2008 después de que HBOS retirara los fondos antes de su administración en febrero de 2009. 
En mayo de 2010, el desarrollo del sitio fue revivido por Rabone Developments, con la intención de producir un desarrollo residencial cerrado. 

## Otras lecturas
- Sweeny, James O. (1981). A Numismatic History of the Birmingham Mint. Birmingham: The Birmingham Mint Ltd. ISBN 0-9507594-0-6.  Sweeny, James O. (1981). A Numismatic History of the Birmingham Mint. Birmingham: The Birmingham Mint Ltd. ISBN 0-9507594-0-6.  Sweeny, James O. (1981). A Numismatic History of the Birmingham Mint. Birmingham: The Birmingham Mint Ltd. ISBN 0-9507594-0-6.